# Società Italiana Costruzione Automobili Ricordi-Molinari
Die Società Italiana Costruzione Automobili Ricordi-Molinari war ein italienischer Hersteller von Automobilen.

## Unternehmensgeschichte
Massimo Ricordi, der zuvor Giuseppe Tito Ricordi leitete, gründete zusammen mit Gino Molinari am 15. Juli 1905 in Mailand das Unternehmen zur Produktion von Automobilen. Der Markenname lautete Ricordi-Molinaro. 1906 endete die Produktion. Serpollet Italiana übernahm die Produktionseinrichtungen.

## Fahrzeuge
Das einzige Modell war der 8 HP. Ein Einzylindermotor trieb über eine Kardanwelle die Hinterachse an. Das Getriebe verfügte über drei Gänge. Die Karosserieform Tonneau bot Platz für vier Personen. Besonderheit war ein runder Kühlergrill.